# Rogsta, Tystberga
Rogsta är en by i Tystberga socken, Nyköpings kommun.
Vid Rogsta finns ett av Sättersta och Tystberga socknars största gravfält. Bybebyggelsen i övrigt är relativt välbevarad. Byn ligger i sydsluttning med fem bostadshus sätt samlade, varav tre av parstugetyp. På gårdstomterna finns flera äldre timmerbyggnader, bland annat en loftbod.
I Rogsta hage finns en undersökt stenåldersboplats, tillhörig den gropkeramiska kulturen.